# Caralluma peschii
Caralluma peschii là một loài thực vật có hoa trong họ La bố ma. Loài này được Nel mô tả khoa học đầu tiên năm 1935.